# Lučina
Lučina (in polacco Łuczyna) è un comune della Repubblica Ceca facente parte del distretto di Frýdek-Místek, nella regione della Moravia-Slesia.